# Queen’s Gallery

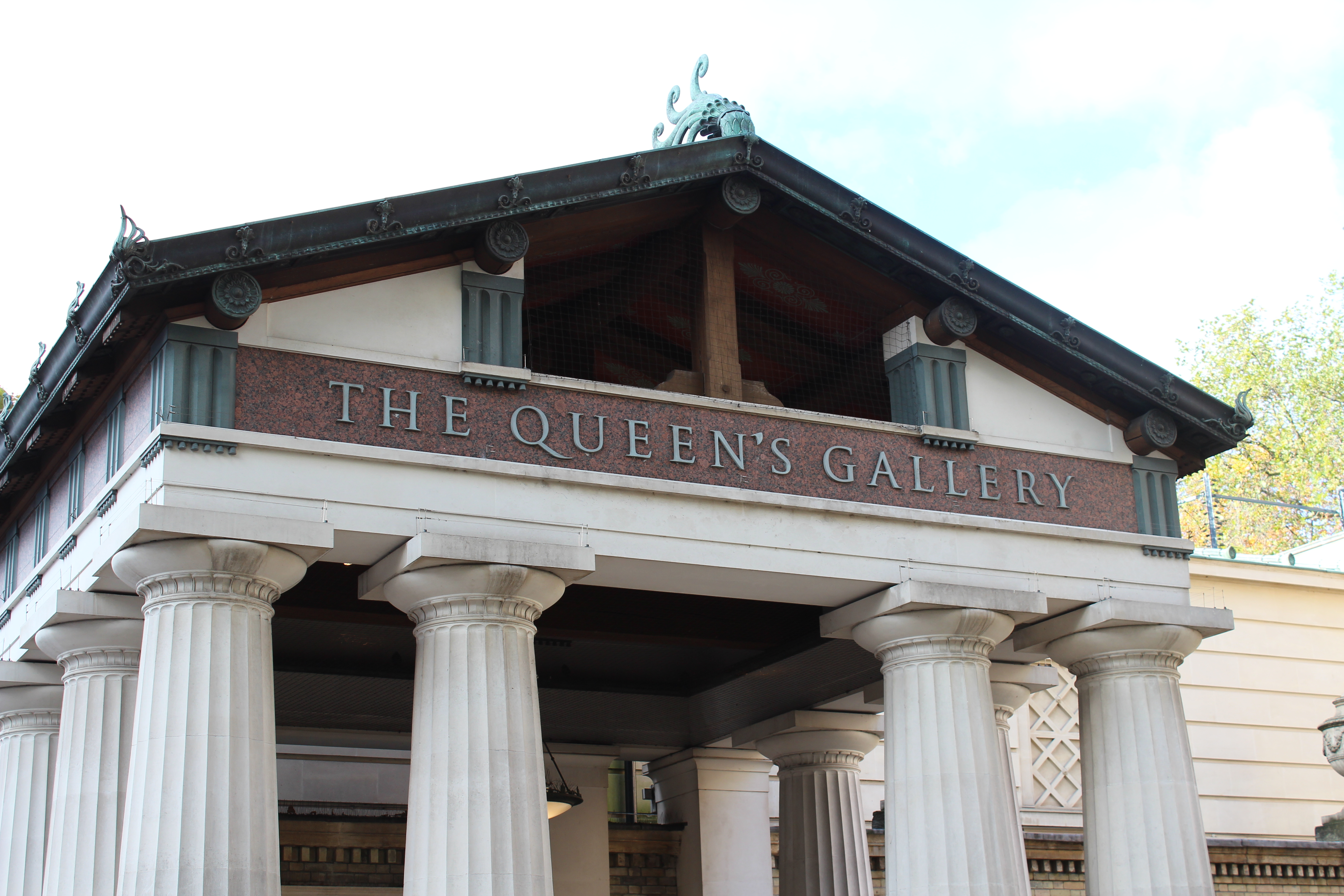
Haupteingang der Queen’s Gallery im November 2012

Die Queen’s Gallery ist eine öffentliche Kunstgalerie im Buckingham Palace, England, Großbritannien. 

## Geschichte
Sie wurde 1962 eröffnet und befindet sich an der Stelle einer ehemaligen Kapelle aus dem Jahr 1843, die eine deutsche Bombe am 13. September 1940 zerstörte. Im Jahr 2002 wurde die Galerie renoviert und anlässlich des goldenen Thronjubiläums wiedereröffnet. Den in einem Wettbewerb ausgewählten Entwurf reichten die Architekten John Simpson & Partners im Jahr 1997 ein.

## Ausstellungsstücke
In der Galerie werden Werke der Royal Collection gezeigt, zum Beispiel im Jahr 1968 waren es die Arbeiten von Anthonis van Dyck. Dort hängen Gemälde von Rembrandt, Rubens und Canaletto. Die  Galerie kann täglich besichtigt werden.

## Sonderausstellungen
- 2014: The First Georgians. Katalog.[1]
- 2019:  Leonardo da Vinci. A Life in Drawing. Kuratiert von Martin Clayton. 24. Mai bis 13. Oktober 2019.[2]